# Matheus Santana
Matheus Paulo de Santana, né le 2 avril 1996 à Rio de Janeiro, est un nageur brésilien, spécialiste de nage libre.
Il bat le record du monde junior en 48 s 25 en 2014 pour remporter le titre de champion olympique de la jeunesse à Nankin. En 48 s 52, il échoue d'un rien (9e) pour participer à la finale du 100 m nage libre des championnats du monde de 2015 à Kazan.